# Seria IM
Seria IM (ros. ИМ), znana także jako Elektronika IM (ros. Электроника ИМ) i Ruskie jajka – seria konsol gier wideo produkowana przez radziecką firmę Elektronika w latach 1984 – 1992, po upadku ZSRR produkowano je w Rosji, a także w innych krajach powstałych po upadku Związku Radzieckiego. Konsole cieszyły się dużą popularnością w krajach Europy Wschodniej i Środkowej, w tym także w Polsce. Od 1992 roku konsola traciła popularność na rzecz Brick Game.
Skrót ИМ (IM) pochodzi od słów игра микропроцессорная (gra mikroprocesorowa). Konstrukcja produktów z serii była wzorowana na konsolach Game & Watch firmy Nintendo, podobnie jak produkcje japońskie posiadały one jedną wbudowaną grę.

## Specyfikacja
- Ekran LCD z nałożonymi, predefiniowanymi ekranami z gry, przez co konsola mogła wyświetlać tylko niektóre fragmenty ekranu
- Od dwóch do czterech przycisków sterujących
- Pięć dodatkowych przycisków: reset, wyłączanie konsoli itp.
- Wbudowana jedna lub ewentualnie kilka gier w dwóch poziomach trudności
- Zegar i alarm
- Zasilanie bateriami LR43 lub LR44 w zależności od modelu

## Konsole
Każda z poniżej wymienionych konsol posiadała jeden lub kilka wbudowanych tytułów, obok nazwy kodowej konsoli znajduje się nazwa gry, którą zawierała, oprócz tego w nawiasie znajduje się oryginalna nazwa rosyjska.
Część gier była adaptacją tytułów pochodzących z Game&Watch, tak, jak Wilk i Zając, część przekopiowano bez modyfikacji (Tajemnice oceanu, Wesoły kucharz), lecz pojawiły się też produkcje oryginalne,takie, jak Autoslalom.

### Seria IM
- 24-01 – Mickey Mouse (Микки-маус)
- IM-01 – komputer szachowy
- IM-01T – ulepszona wersja konsoli IM-01
- IM-02 – Nu, Pogodi! (Ну, погоди!)
- IM-03 – Tajemnice Oceanu (Тайны океана)
- IM-04 – Wesoły kucharz (Весёлый повар)
- IM-05 – komputer szachowy
- IM-09 – Kosmiczny most (Космический мост)
- IM-10 – Hokej (Хоккей)
- IM-11 – kopia programowalnych zabawek Big Trak, nie jest to konsola gier wideo
- IM-12 – kopia konsoli Nintendo CJ-93 Donkey-Kong JR
- IM-13 – Kosmiczni Odkrywcy (Разведчики космоса)
- IM-15 – Piłka nożna
- IM-16 – Polowanie (Охота)
- IM-19 – Biatlon (Биатлон)
- IM-20 – strzelnica
- IM-20 – analogowa wersja gry Tetris
- IM-22 – Wesoła piłka nożna (Весёлые футболисты)
- IM 22/IM-?9 – Cyrk (Цирк)[6]
- IM-23 – Autoslalom (Автослалом)
- IM-26 – konsola przenośna dla której wyprodukowano pięć gier
- IM-27 – Kosmiczna przygoda (Космические приключения)
- IM-28 – Mikroprocesor „Elektroviktorina”(микропроцессорная электровикторина)
- IM-29 – komputer szachowy
- IM-30 – syntezator niewielkiego pianina „Orfeusz”
- IM-31 – Rycerz (Витязь)[6]
- IM-32 – Kot-wędkarz (Кот-рыболов)
- IM-33 – Żaba Chlubilka (Квака-задавака)
- IM-37 – piłka nożna
- IM-39 – Rosyjski hokej (Русский хоккей)
- IM-45 – konsola z wbudowanym zegarkiem, kalkulatorem i programem do nauki języka angielskiego
- IM-46 – konsola z wbudowanym kalkulatorem i syntezatorem
- IM-50 – Zabawna Arytmetyka (Космический полёт)
- IM-53 – Atak asteroidów (Атака астероидов)
- IM-55 – koszykówka
- IM-?1 – Chatka (Избушка, Изба)[6]
- IM-?2 – Noc złodziei (Ночные Воришки)[6]
- IM-?3 – Bitwa Morska (Морской бой)[6]
- IM-?4 – Podwodny atak (Подводная Атака)[6]
- IM-?5 – Polesie (Полесье, Ниндзя леса)[6]
- IM-?6 – Rybak, Wędkarstwo(Рыболов, Рыбалка, Рыбак)[6]
- IM-?7 – Wesoły rybak (Весёлая рыбалка)[6]
- IM-?8 – Żółwie Ninja (Ниндзя-черепашки)[6]

### Seria IE
Seria IE, jest serią konsol która powstała około 1993 roku. Nazwa serii IE (ИЭ) jest skrótem od gra elektroniczna (игра электронная), niektóre tytuły pojawiały się już wcześniej w serii IM. Do serii IE należą:
- IE-01 – Noc złodziei (Ночные Воришки)
- IE-02 – Pomysłowe myszy (Ловкий мышонок)[6]
- IE-03 – Polowanie (Охота)[6]
- IE-04 – Wesoła piłka nożna (Весёлые футболисты)[6]
- IE-05 – Nu, Pogodi! (Ну, погоди!)[6]
- IE-06 – Ninja (Ниндзя)[6]
- IE-07 – Hokej (Хоккей)[6]
- IE-08 – Kosmiczni Odkrywcy (Разведчики космоса)[6]

### Seria I
Seria konsol powstałych po 1992 roku, niektóre z tytułów pojawiały się we wcześniejszych seriach. Do serii I należą:
- I-01 – Autoslalom (Автослалом)
- I-02 – Zabawna kuchnia (Весёлый повар)
- I-03 – Kosmiczny most (Космический мост)
- I-04 – Kot-wędkarz (Кот-рыболов)
- I-05 – Bitwa Morska (Морской бой)
- I-06 – Nu, Pogodi! (Ну, погоди!)
- I-07 – (Лягушка-квакушка)
- I-08 – Polowanie (Охота)
- I-09 – Kosmiczni skauci (Разведчики космоса)
- I-10 – Biathlon (Биатлон)
- I-11 – Cyrk (Цирк)
- I-12 – Hokej (Хоккей)
- I-13 – Piłka nożna (Футбол)
- I-14 – Rabunek (Ограбление)
- I-15 – Tajemnice Oceanu (Тайны океана)

### Seria „TOMACHOCI”
- IM-101
- IM-102
- IM-103
- IM-104